# Nicolas-Marie Fournier de La Contamine
Nicolas-Marie Fournier de La Contamine, né à Gex le 27 décembre 1760 mort le 29 décembre 1834, est un ecclésiastique qui fut évêque de Montpellier de 1806 à 1834.

## Biographie

### Premières années
Nicolas-Marie naît en 1760 à Gex, fils de Philippe Fournier et de Marie-Suzanne de Borsan. Il étudie d'abord au séminaire du Saint-Esprit à Paris, puis la théologie à l'ancien séminaire Saint-Sulpice. Il obtient sa licence en 1784 et son doctorat en 1789. Il intègre alors la Compagnie des prêtres de Saint-Sulpice et est nommé professeur de théologie au séminaire d'Orléans. Il refuse le serment à la Constitution civile du clergé et perd sa chaire. Pendant la Révolution française, il séjourne à Orléans et dans la région librement ou dans la clandestinité. En 1800 il revient à Paris où il se fait remarquer par ses prêches conservateurs ce qui conduit à son incarcération pendant 18 mois. Libéré, il se rend à Lyon et entre dans l’orbite du cardinal Joseph Fesch qui le prend sous sa protection. Il devient alors chapelain puis aumônier de l'Empereur. 

### Évêque de Montpellier
Napoléon Ier le désigne le 16 juillet 1806 comme successeur de  Jean-Louis-Simon Rollet qu'il vient de contraindre à résigner son siège épiscopal. Il est chargé d’apaiser les tensions dans son diocèse qui avaient été exacerbées par son prédécesseur. Il y parvient et est nommé Baron d'Empire le 18 mars 1809 avec le titre de « Baron de la Contamine ». Il est fait chevalier de la légion d'Honneur le 15 aout 1810, puis officier par le roi Louis XVIII le 14 octobre 1814. 
Soutien aux Bourbons, il met le clergé montpelliérain au service de la Restauration. Ainsi, dans un contexte de menace planant sur le régime, il cherche à conserver l'adhésion du peuple à la monarchie et déclare dans son prêche du Carême de 1829 : « Il existe un ordre voulu de Dieu : rois, riches et grands de ce monde sont les protecteurs des faibles et des petits, les ministres de la Providence auprès du peuple. Au peuple d’obéir, voilà le premier devoir que la religion nous impose ! ».
Il meurt à Montpellier le 29 décembre 1834 et est inhumé dans sa cathédrale de Montpellier le 14 janvier suivant.

## Distinctions
- Officier de la Légion d'honneur (15 octobre 1814)[3]